# Человек Лазаря
«Человек Лазаря» (англ. The Lazarus Man) — американский сериал 1996 года, созданный Castle Rock Entertainment.

## Сюжет
Техас после американской гражданской войны. Человек, страдающий амнезией, выцарапывает свой путь из неглубокой могилы, одетый в военную форму конфедерации и вооружённый револьвером армии северян (кольт M1861 морской). Его преследует память о том, что на него напал некий человек. Называя себя Лазарем по имени человека, воскрешённого Иисусом Христосом (Иоанна 11: 41-44), он отправляется на поиски своей истинной личности и причины, по которой был похоронен заживо.

## Отмена
Сериал первого сезона прошёл достаточно хорошо, чтобы в Turner Network Television осуществили заказ второго сезона. Тем не менее, производственная компания сериала, Castle Rock Entertainment, отменила сериал после того, как исполнителю главной роли Роберту Уриху поставили диагноз синовиально-клеточная саркома в июле 1996. Позже последний подал в суд за нарушение условий контракта.

## Релиз
13 февраля 2018 был выпущен Warner Archive Collection на DVD с 1-м регионом.